# Alan Woods
Alan Woods (født 1944 i Swansea, Wales) er en marxistisk/trotskistisk teoretiker og en af lederne af Den Internationale Marxistiske Tendens (IMT). Han har i de sidste par år fået større og større betydning, især i lande som Pakistan og Venezuela og resten af Latinamerika, hvor han bl.a. flere gange har mødtes med Hugo Chavez, og han blev af Hugo Chavez inviteret med til topmøde i De alliancefrie landes bevægelse.
Alan Woods voksede op i en familie med en stærk kommunistisk tradition. I en alder af 16 år blev han medlem af Labourpartiets ungdom og blev overbevist marxist. Han studerede russisk på Sussex universitet, og taler adskillige sprog, blandt andet russisk, fransk, tysk og spansk. I over 30 år har han deltaget i den marxistiske bevægelse rundt omkring i verden, bl.a. i Storbritannien, Spanien (bl.a. under Franco-diktaturet) og Pakistan. Han har skrevet en lang række artikler, pjecer og bøger om forskellige aspekter af marxismen. Blandt hans kendteste værker er Reason in revolt – Marxist philosophy and modern science (1995, med Ted Grant), Bolshevism – the road to revolution (1999), og i de senere år har han været forfatter til en række analyser af den bolivarianske revolution i Venezuela, herunder artikelserien Teser om revolution og kontra-revolution i Venezuela. Alan Woods er i dag redaktør af bladet Socialist Appeal og af hjemmesiden "In Defence of Marxism", hvor de fleste af hans bøger og artikler kan læses på engelsk. Desuden har han været en af initiativtagerne til og meget aktiv i den internationale Hands Off Venezuela-kampagne til forsvar for den venezuelanske revolution. Han er en markant marxistisk teoretiker, der fører marxismen op til i dag med analyser af den aktuelle økonomiske, politiske og sociale udvikling. 

## Eksterne links
- Marxistiske Klassikere Tekster af Alan Woods på dansk.
- In Defence of Marxism
- Socialist Appeal
- Socialistisk Standpunkt Bringer jævnligt artikler af Alan Woods på dansk.
- Hands Off Venezuela Danmark Arkiveret 5. december 2020 hos  Wayback Machine
- Hands Off Venezuela Internationalt

| Portal | Portal:kommunisme |